# Caterina di Braganza
Caterina di Braganza (in portoghese Catarina Henriqueta de Bragança; Vila Viçosa, 25 novembre 1638 – Lisbona, 31 dicembre 1705) fu la moglie del re Carlo II d'Inghilterra e dunque regina consorte di Inghilterra, Scozia e Irlanda dal 1662 al 1685.
A causa della sua devozione alla fede cattolica in cui era stata allevata, Caterina fu una consorte impopolare per Carlo II. Fu oggetto di attacco in particolare da parte degli inventori del complotto papale. Nel 1678 l'assassino di sir Edmund Berry Godfrey fu attribuito a suoi servitori e Titus Oates l'accusò di un disegno per avvelenare il re. Queste accuse, la cui assurdità fece presto a risultare da un esame di fondo, posero tuttavia la regina per qualche tempo in grave pericolo. Il 28 novembre, Oates l'accusò di alto tradimento e i Comuni approvarono un indirizzo per la sua rimozione e quella di tutti i cattolici da Whitehall. Una serie di nuove deposizioni furono rese contro di lei e nel giugno 1679 fu deciso che avrebbe dovuto sostenere un processo, ma fu protetta dal re, che in questa circostanza mostrò un'inusuale cavalleria e guadagnò la sua gratitudine.
Caterina soffrì tre aborti e, come risultato, non generò alcun erede. Suo marito ebbe molte amanti, la più rinomata delle quali, Barbara Palmer, fu nominata sua lady of the Bedchamber. Fu padre di numerosi figli illegittimi avuti dalle sue amanti.
Fu accreditata per l'introduzione dell'usanza di bere il tè in Gran Bretagna, un'usanza che era già molto popolare tra la nobiltà portoghese. Il Queens, un sobborgo di New York, fu chiamato così in onore di Caterina di Braganza, poiché era regina quando la contea del Queens fu istituita nel 1683, insieme con la Kings County, nella nuova provincia di New York.

## Biografia

### Infanzia e famiglia

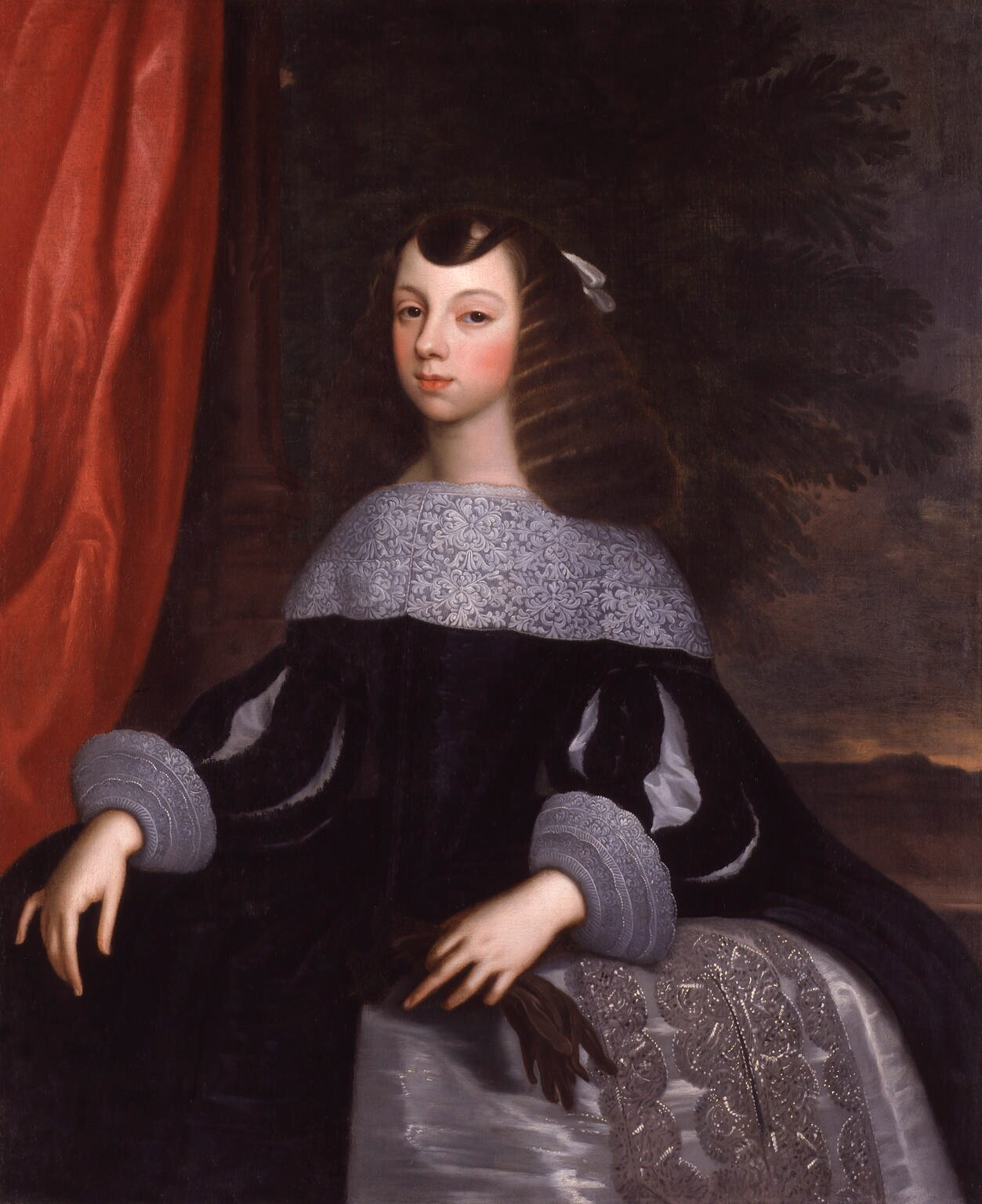
Caterina di Braganza, ritratto di Dirk Stoop

L'infanta Catarina nacque a Vila Viçosa come seconda figlia femmina sopravvissuta del futuro re Giovanni IV del Portogallo (a quel tempo duca di Braganza) e di sua moglie, Luisa di Guzmán, una figlia del duca di Medina-Sidonia. Attraverso sua madre, Caterina era una lontana discendente di san Francesco Borgia.
Dopo la restaurazione della casata reale portoghese, e l'ascesa di suo padre al trono il 1º dicembre 1640, fu proposta come sposa per Giovanni d'Austria, Francesco di Vendôme, Duca di Beaufor, Luigi XIV e Carlo II. Fu vista come un mezzo utile per contrarre un'alleanza tra Portogallo e Inghilterra, dopo la pace dei Pirenei del 1659 in cui il Portogallo fu discutibilmente abbandonato dalla Francia. Nonostante la continua lotta del suo paese con la Spagna, Caterina godé di un'infanzia felice ed appagata nella sua amata Lisbona.
Comunemente considerata come il "potere dietro il trono", la regina Luisa fu anche una madre devota, che assunse un interesse attivo nell'educazione dei figli e supervisionò personalmente l'educazione della figlia. Si ritiene che Caterina abbia trascorso gran parte della sua giovinezza in un convento vicino al palazzo reale, dove rimase sotto l'occhio vigile della protettiva madre. Sembra che sia stata un'educazione molto serena: un contemporaneo sottolineò che Caterina «fu allevata enormemente a riposo» e che «era appena stata dieci volte fuori dal palazzo della sua vita.» Il suo coniuge fu scelto da Luiza, che agiva da reggente del suo paese in seguito alla morte del marito nel 1656.

### Matrimonio

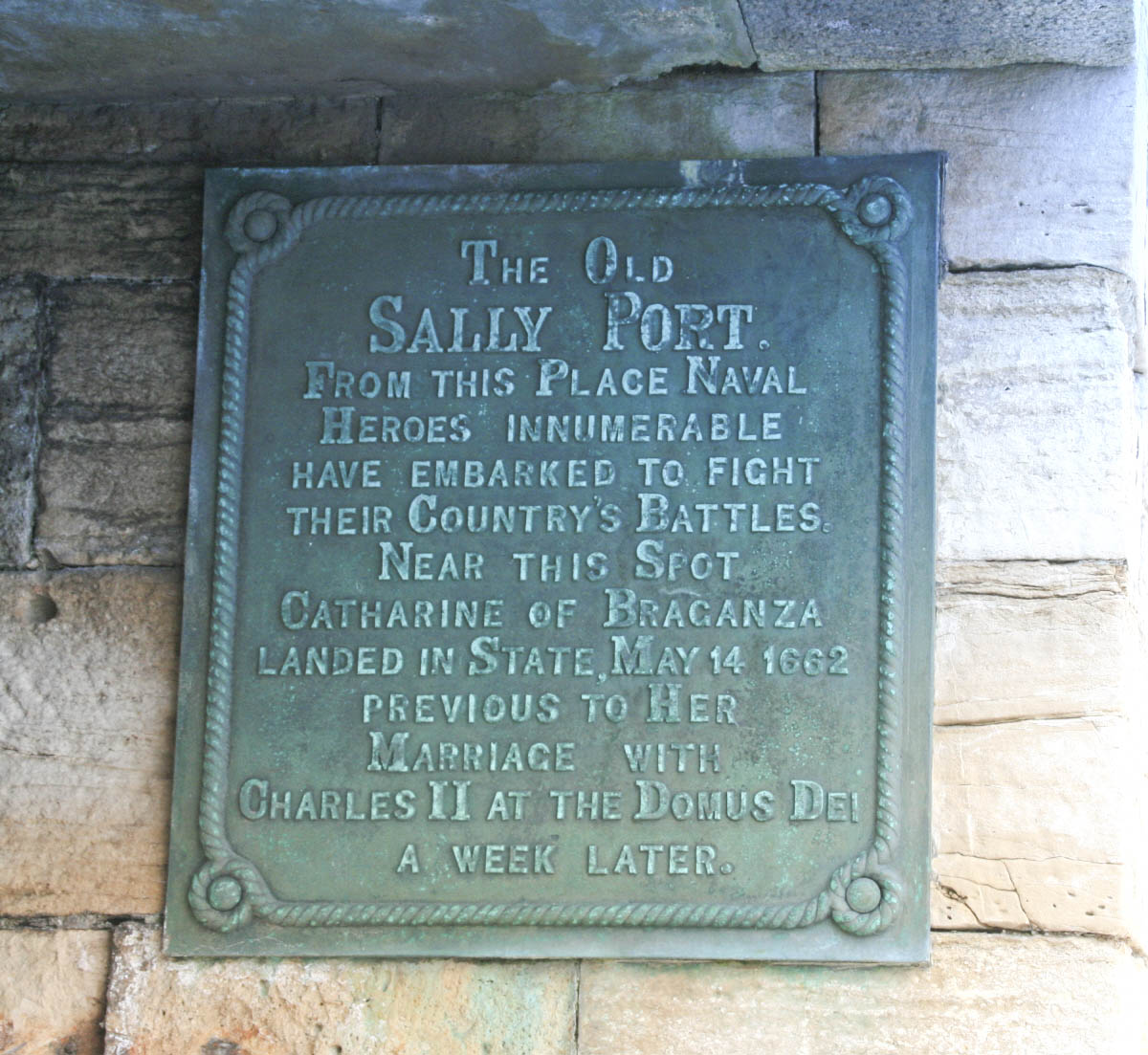
La Sally Port a Portsmouth dove Caterina mise piede per la prima volta in Inghilterra

I negoziati per il matrimonio cominciarono durante il regno di Carlo I e furono rinnovati subito dopo la Restaurazione: il 23 giugno 1661, malgrado l'opposizione spagnola, il contratto di matrimonio fu firmato, assicurando all'Inghilterra Tangeri (in Nord Africa) e le sette isole di Bombay (in India), con privilegi commerciali in Brasile e nelle Indie orientali, libertà religiosa e commerciale in Portogallo e due milioni di corone portoghesi (circa 300,000 sterline); mentre il Portogallo ottenne supporto militare e navale contro la Spagna e la libertà di culto per Caterina. Arrivò a Portsmouth la sera del 13-14 maggio 1662, ma Carlo non le fece visita prima del 20 maggio. Il giorno successivo la coppia si sposò in due cerimonie: una cattolica, celebrata in segreto, seguita da una anglicana nella cappella del Domus Dei.
Il 30 settembre 1662 la coppia di sposi entrò a Londra seguita da un grande corteo, che comprendeva la delegazione portoghese e molti membri della corte. C'erano anche menestrelli e musicisti, tra cui dieci che suonavano ciaramelle e dodici che suonavano cornamuse portoghesi, quelli che erano gli strumenti preferiti della nuova regina. La processione proseguì su un grande ponte, appositamente progettato e costruito per l'occasione, che li condusse nel palazzo dove Enrichetta Maria, la Regina Madre, li attendeva insieme alla corte e alla nobiltà inglese. Il resto della serata proseguì con banchetti e spettacoli pirotecnici.
Catherine possedeva diverse buone qualità, ma era stata allevata in un convento, isolata dal mondo, e a malapena Carlo l'avrebbe scelta per sé. Sua suocera era contenta di lei e scrisse che era "la migliore creatura del mondo, per la quale provo tanto affetto, ho la gioia di vedere il Re amarla moltissimo. È una santa!". Il suo fascino personale non fu sufficientemente potente per allontanare Carlo dal circolo delle sue amanti e già poche settimane dopo il suo arrivo, si rese conto della sua posizione, dolorosa e umiliante, di moglie di un re libertino.
Poco si sa dei pensieri di Caterina sulla questione. Mentre sua madre complottava per assicurarsi un'alleanza con l'Inghilterra e quindi sostenere la lotta per l'indipendenza del Portogallo, e suo futuro marito celebrava la sua restaurazione amoreggiando con le sue amanti, Caterina trascorreva il tempo nell'oscuro isolamento della sua casa conventuale, con poche opportunità di divertimento o frivolezze. Anche al di fuori del convento, le sue azioni erano regolate dalla rigida etichetta della corte reale del Portogallo. A detta di tutti Caterina era una giovane donna tranquilla ed equilibrata.
Caterina rimase incinta e abortì almeno tre volte e durante una grave malattia nel 1663 immaginò, per un certo periodo, di aver partorito. Carlo la confortò dicendole che aveva effettivamente dato alla luce due figli e una figlia. La sua posizione era difficile e, sebbene Carlo continuasse ad avere figli dalle sue numerose amanti, insistette che fosse trattata con rispetto. Dopo i suoi tre aborti spontanei sembrava sempre più improbabile che la regina potesse avere un erede. I consiglieri reali esortarono il monarca a chiedere il divorzio, sperando che la nuova moglie fosse protestante e fertile, ma Carlo rifiutò. Questo alla fine la portò a diventare un bersaglio dei cortigiani. Durante il suo regno, Carlo respinse fermamente l'idea di divorziare da Caterina, e lei rimase fedele a Carlo per tutta la durata del loro matrimonio.

### Regina consorte
Caterina non era particolarmente popolare, poiché era cattolica. La sua religione le impediva di essere incoronata, poiché ai cattolici romani era proibito prendere parte ai servizi anglicani. Inizialmente affrontò difficoltà a causa della lingua, delle infedeltà del re e dei conflitti politici tra cattolici romani e anglicani. Nel corso del tempo, il suo discreto decoro, la lealtà e il genuino affetto per Carlo cambiarono la percezione che il popolo aveva di lei.
Sebbene le sue difficoltà con la lingua inglese persistessero, con il passare del tempo, l'Infanta portoghese, un tempo rigidamente formale, si addolcì e iniziò a godere di alcuni dei piaceri più innocenti della corte. Amava giocare a carte e scioccare i devoti protestanti giocando la domenica. Le piaceva ballare, sviluppò un grande amore per la campagna e per i picnic; anche la pesca e il tiro con l'arco erano i suoi passatempi preferiti. Nel 1670, durante un viaggio ad Audley End con le sue dame di compagnia, Caterina, un tempo cronicamente timida, partecipò a una fiera di campagna travestita da fanciulla del villaggio, ma fu presto scoperta e, a causa della grande folla, costretta a fare una frettolosa ritirata. E quando nel 1664 il suo pittore prediletto, Jacob Huysmans, un cattolico fiammingo, la dipinse come Santa Caterina, fece subito tendenza tra le dame di corte.
Non s'immischiò nella politica inglese, ma mantenne un interesse attivo per il suo paese natale. Ansiosa di ristabilire buoni rapporti con il papa e forse ottenere il riconoscimento dell'indipendenza portoghese, inviò a Roma Richard Bellings, poi suo segretario personale, con alcune lettere per il papa e per diversi cardinali. Nel 1669 si impegnò nell'ultimo disperato tentativo di prendere parte alla Guerra di Candia, ma non riuscì a convincere il marito a intraprendere alcuna azione. Nel 1670, in segno del suo crescente favore presso l'allora nuovo papa Clemente X, chiese e ottenne oggetti devozionali. Lo stesso anno Carlo II ordinò per lei la costruzione di uno yacht reale HMY Saudadoes, utilizzato per viaggi di piacere sul Tamigi e per compiere dei viaggi verso la sua patria d'origine.
Caterina inorridì quando le fu presentata l'amante ufficiale di Carlo, Barbara Palmer. Carlo insistette per nominarla Lady of the Bedchamber di Caterina. Dopo questo incidente, Caterina si rifiutò di trascorrere del tempo con il re, dichiarando che sarebbe tornata in Portogallo piuttosto che accettare apertamente la sua amante. Clarendon non riuscì a convincerla a cambiare idea. Carlo licenziò, quindi, quasi tutti i membri del seguito portoghese di Caterina, dopodiché smise di resistere attivamente, cosa che piacque al re, tuttavia partecipò molto poco alla vita e alle attività di corte.

### Cattolicesimo
Sebbene nota per mantenere la sua fede una questione privata, la sua religione e la vicinanza al re l'hanno resa oggetto di sentimenti anticattolici. La sua pietà era ampiamente conosciuta ed era una caratteristica della moglie che il re ammirava molto; nelle sue lettere alla sorella, la devozione di Caterina è descritta quasi con soggezione. Nel 1665 Caterina decise di costruire una casa religiosa a est di San Giacomo che fosse occupata da tredici francescani portoghesi dell'ordine di San Pietro d'Alcantara. Fu completato nel 1667 e sarebbe diventato noto come The Friary.
Nel 1675 lo stress di un possibile rilancio del progetto di divorzio portò indirettamente a un'altra malattia, che i medici di Caterina sostenevano e suo marito non poteva non notare, era "dovuta tanto a cause mentali quanto fisiche". Nello stesso anno, a tutti i sacerdoti cattolici irlandesi e inglesi fu ordinato di lasciare il paese, il che lasciò Caterina dipendente da sacerdoti stranieri. Man mano che venivano messe in atto misure sempre più dure contro i cattolici, Caterina nominò Lord Chamberlain il suo caro amico e consigliere, il devoto cattolico Francisco de Melo, ex ambasciatore portoghese in Inghilterra. Fu una mossa insolita e controversa ma "volendo compiacere Caterina e forse dimostrare l'inutilità delle proposte di divorzio", il re acconsentì. De Melo fu licenziato l'anno successivo per aver ordinato la stampa di un libro cattolico, lasciando l'assediata Caterina ancora più isolata a corte". Una consolazione fu che Louise de Kérouaille, duchessa di Portsmouth, che sostituì Barbara Palmer come amante, trattò sempre la regina con la dovuta deferenza; la regina in cambio le mostrò la sua gratitudine usando la propria influenza per proteggerla durante il complotto papista.

### Complotto papista
Il Test Act del 1673 aveva cacciato tutti i cattolici dalle cariche pubbliche e negli anni a venire i sentimenti anticattolici si intensificarono. Sebbene non fosse attiva nella politica religiosa, nel 1675 Caterina fu criticata per aver presumibilmente sostenuto l'idea di nominare un vescovo in Inghilterra che, si sperava, avrebbe risolto le controversie interne dei cattolici. I critici hanno anche notato il fatto che, nonostante gli ordini contrari, i cattolici inglesi frequentassero la sua cappella privata.
In quanto cattolica di più alto rango nel paese, Caterina era un obiettivo ovvio per gli estremisti protestanti, e non sorprendeva che il complotto papista del 1678 minacciasse direttamente la sua posizione. Tuttavia, Caterina era completamente sicura del favore di suo marito ("non avrebbe mai potuto fare nulla di malvagio, e sarebbe una cosa orribile abbandonarla", disse a Gilbert Burnet), e la Camera dei Lord, la maggior parte dei quali la conosceva e la rispettava, rifiutò a stragrande maggioranza di metterla sotto accusa. I rapporti tra la coppia reale divennero notevolmente più amorevoli: Caterina scrisse della "meravigliosa gentilezza" di Carlo e si notò che le sue visite ai suoi alloggi divennero più lunghe e frequenti.

### Ultimi anni e morte
Durante l'ultima malattia di Carlo nel 1685, mostrò ansia per la sua riconciliazione con la fede cattolica romana e mostrò un grande dolore per la sua morte. Più tardi, nello stesso anno, intercedette senza successo presso Giacomo II per la vita di James Scott, I duca di Monmouth, figlio illegittimo di Carlo e capo della ribellione di Monmouth.
Caterina rimase in Inghilterra, vivendo a Somerset House. Rimase in Inghilterra in parte a causa di una lunga causa contro il suo ex Lord Chamberlain, Henry Hyde, II conte di Clarendon, per il denaro che lei rivendicava come parte della sua indennità e che lui sosteneva facesse parte del compenso del suo ufficio. La passione di Caterina per il denaro è una delle caratteristiche più inaspettate del suo carattere.
Inizialmente in buoni rapporti con Guglielmo III e Maria II, la sua posizione si deteriorò poiché la pratica della sua religione aveva portato a incomprensioni e a un crescente isolamento. Fu presentato al Parlamento un disegno di legge per limitare il numero dei servi cattolici di Caterina, e lei fu avvertita di non mettersi contro il governo.
Alla fine tornò in Portogallo a marzo del 1692. Secondo Louis de Rouvroy de Saint-Simon, durante la sua vedovanza sposò segretamente il suo parente Louis de Duras, II conte di Feversham, nonostante che il conte fosse un protestante rimasto tale per tutta la vita.
Nel 1703 sostenne il Trattato di Methuen tra Portogallo e Inghilterra. Agì come reggente per suo fratello, Pietro II, nel 1701 e nel 1704–05. Morì al Palazzo Bemposta di Lisbona il 31 dicembre 1705. La sua salma fu inumata nel Pantheon dei Braganza (monastero di São Vicente de Fora).

## Eredità
A Caterina viene spesso attribuito il merito di aver reso popolare il consumo di tè in Gran Bretagna, cosa insolita ai suoi tempi. Oltre il tè, il suo arrivo portò e promulgò beni come canna, lacca, cotone e porcellana.
Il Queens, un distretto di New York, avrebbe preso il nome da Caterina di Braganza quando la contea fu fondata nel 1683. La denominazione del Queens è coerente con quella di Kings County (il distretto di Brooklyn, originariamente chiamato in onore di suo marito) e la contea di Richmond (il distretto di Staten Island, dal nome del suo figlio illegittimo, il primo duca di Richmond). Tuttavia, non ci sono prove storiche che la contea di Queens sia stata chiamata così in suo onore, né esiste un documento dell'epoca che lo dimostri.
Catherine Street, precedentemente Brydges Street, nel centro di Londra, prende il nome da lei.
Il matrimonio di Caterina ebbe un risultato importante per la successiva storia dell'India e dell'Impero britannico, anche se la regina personalmente ebbe poco a che fare con esso: subito dopo aver acquisito le sette isole di Bombay come parte della sua dote, Carlo II le affittò alla Compagnia delle Indie Orientali che vi trasferì la propria presidenza, con il risultato che Bombay / Mumbai alla fine crebbe fino a diventare una delle principali città dell'India.

## Filmografia su Caterina
- Carlo II. Il potere e la passione (Charles II. BBC A&E, 2003), diretto da Joe Wright, con Rufus Sewell

## Ascendenza
|                                                          |                                    |                                                 | Genitori                                          |  |  | Nonni |  |  | Bisnonni               |  |  | Trisnonni              |  |
|                                                          |                                    |                                                 |                                                   |  |  |       |  |  | Giovanni I di Braganza |  |  | Teodosio I di Braganza |  |
|                                                          |                                    |                                                 |                                                   |  |  |       |  |  | Giovanni I di Braganza |  |  | Teodosio I di Braganza |  |
|                                                          |                                    | Isabel de Lencastre                             |                                                   |  |  |       |  |  | Giovanni I di Braganza |  |  |                        |  |
| Teodosio II di Braganza                                  |                                    |                                                 |                                                   |  |  |       |  |  | Giovanni I di Braganza |  |  |                        |  |
|                                                          |                                    | Caterina di Guimarães                           | Eduardo d'Aviz                                    |  |  |       |  |  |                        |  |  |                        |  |
|                                                          |                                    | Caterina di Guimarães                           | Eduardo d'Aviz                                    |  |  |       |  |  |                        |  |  |                        |  |
|                                                          |                                    | Caterina di Guimarães                           | Isabel di Braganza                                |  |  |       |  |  |                        |  |  |                        |  |
| Giovanni IV del Portogallo                               |                                    | Caterina di Guimarães                           |                                                   |  |  |       |  |  |                        |  |  |                        |  |
|                                                          |                                    | Juan Fernández de Velasco                       | Íñigo Fernández de Velasco, IV duca di Frías      |  |  |       |  |  |                        |  |  |                        |  |
|                                                          |                                    | Juan Fernández de Velasco                       | Íñigo Fernández de Velasco, IV duca di Frías      |  |  |       |  |  |                        |  |  |                        |  |
|                                                          |                                    | Juan Fernández de Velasco                       | Ana Pérez de Guzmán y Aragón                      |  |  |       |  |  |                        |  |  |                        |  |
| Ana de Velasco y Girón                                   |                                    | Juan Fernández de Velasco                       |                                                   |  |  |       |  |  |                        |  |  |                        |  |
|                                                          |                                    | María Girón de Guzmán                           | Pedro Téllez-Girón, I duca di Osuna               |  |  |       |  |  |                        |  |  |                        |  |
|                                                          |                                    | María Girón de Guzmán                           | Pedro Téllez-Girón, I duca di Osuna               |  |  |       |  |  |                        |  |  |                        |  |
|                                                          |                                    | María Girón de Guzmán                           | Leonor Ana de Guzmán y Aragón                     |  |  |       |  |  |                        |  |  |                        |  |
| Caterina di Braganza                                     |                                    | María Girón de Guzmán                           |                                                   |  |  |       |  |  |                        |  |  |                        |  |
|                                                          | Alonso Pérez de Guzmán y Sotomayor | Juan Carlos Pérez de Guzmán, IX conte di Niebla |                                                   |  |  |       |  |  |                        |  |  |                        |  |
|                                                          | Alonso Pérez de Guzmán y Sotomayor | Juan Carlos Pérez de Guzmán, IX conte di Niebla |                                                   |  |  |       |  |  |                        |  |  |                        |  |
|                                                          | Alonso Pérez de Guzmán y Sotomayor | Leonor Manrique de Zuñiga Sotomayor             |                                                   |  |  |       |  |  |                        |  |  |                        |  |
| Juan Manuel Pérez de Guzmán, VIII duca di Medina Sidonia | Alonso Pérez de Guzmán y Sotomayor |                                                 |                                                   |  |  |       |  |  |                        |  |  |                        |  |
|                                                          |                                    | Ana de Sylva y Mendoza                          | Ruy Gómez de Silva                                |  |  |       |  |  |                        |  |  |                        |  |
|                                                          |                                    | Ana de Sylva y Mendoza                          | Ruy Gómez de Silva                                |  |  |       |  |  |                        |  |  |                        |  |
|                                                          |                                    | Ana de Sylva y Mendoza                          | Ana de Mendoza, Principessa di Eboli              |  |  |       |  |  |                        |  |  |                        |  |
| Luisa di Guzmán                                          |                                    | Ana de Sylva y Mendoza                          |                                                   |  |  |       |  |  |                        |  |  |                        |  |
|                                                          |                                    | Francisco Gómez de Sandoval y Rojas             | Francisco Gómez de Sandoval, IV marchese di Denia |  |  |       |  |  |                        |  |  |                        |  |
|                                                          |                                    | Francisco Gómez de Sandoval y Rojas             | Francisco Gómez de Sandoval, IV marchese di Denia |  |  |       |  |  |                        |  |  |                        |  |
|                                                          |                                    | Francisco Gómez de Sandoval y Rojas             | Isabel de Borja                                   |  |  |       |  |  |                        |  |  |                        |  |
| Juana Lorenza Gómez de Sandoval y la Cerda               |                                    | Francisco Gómez de Sandoval y Rojas             |                                                   |  |  |       |  |  |                        |  |  |                        |  |
|                                                          |                                    | Catalina de la Cerda                            | Juan de la Cerda                                  |  |  |       |  |  |                        |  |  |                        |  |
|                                                          |                                    | Catalina de la Cerda                            | Juan de la Cerda                                  |  |  |       |  |  |                        |  |  |                        |  |
|                                                          |                                    | Catalina de la Cerda                            | Joana de Noronha                                  |  |  |       |  |  |                        |  |  |                        |  |
|                                                          |                                    | Catalina de la Cerda                            |                                                   |  |  |       |  |  |                        |  |  |                        |  |